# Elias Deemer

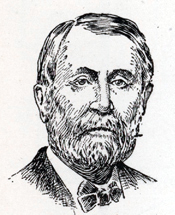
Elias Deemer

Elias Deemer (* 3. Januar 1838 bei Durham, Bucks County, Pennsylvania; † 29. März 1918 in Williamsport, Pennsylvania) war ein US-amerikanischer Politiker. Zwischen 1901 und 1907 vertrat er den Bundesstaat Pennsylvania im US-Repräsentantenhaus.

## Werdegang
Elias Deemer besuchte sowohl öffentliche als auch private Schulen. Im Jahr 1860 begann er im Lycoming County und in Philadelphia im Handel zu arbeiten. Während der Anfangsphase des Bürgerkrieges diente er zwischen Juli 1861 und Mai 1862 als einfacher Soldat im Heer der Union. Dann musste er aus gesundheitlichen Gründen den Dienst quittieren. Noch im Jahr 1862 zog er nach Milford in New Jersey, wo er unternehmerisch tätig wurde. Seit 1868 lebte er in Williamsport, wo er es im Holzgeschäft zu beträchtlichem Reichtum brachte. Dort schlug er auch als Mitglied der Republikanischen Partei eine politische Laufbahn ein. Von 1888 bis 1890 war er Vorsitzender des dortigen Gemeinderats. Deemer stieg auch in das Bankgewerbe ein und war seit 1893 bis zu seinem Tod Präsident der Williamsport National Bank. Außerdem war er an einigen Zeitungen beteiligt. Im Juni 1896 nahm er als Delegierter an der Republican National Convention in St. Louis teil, auf der William McKinley als Präsidentschaftskandidat nominiert wurde.
Bei den Kongresswahlen des Jahres 1900 wurde Deemer im 16. Wahlbezirk von Pennsylvania in das US-Repräsentantenhaus in Washington, D.C. gewählt, wo er am 4. März 1901 die Nachfolge von Horace Billings Packer antrat. Nach zwei Wiederwahlen konnte er bis zum 3. März 1907 drei Legislaturperioden im Kongress absolvieren. Seit 1903 vertrat er dort als Nachfolger von Charles Frederick Wright den 15. Distrikt seines Staates. Im Jahr 1906 wurde er nicht wiedergewählt.
Nach seiner Zeit im US-Repräsentantenhaus arbeitete Elias Deemer neben seiner Tätigkeit als Bankpräsident in Pennsylvania sowie in der von ihm gegründeten Stadt Deemer im Staat Mississippi auch noch im Holzgeschäft. 1908 bewarb er sich erfolglos um die Rückkehr in den Kongress. Er starb am 29. März 1918 in Williamsport, wo er auch beigesetzt wurde.